# Zscherndorf
Zscherndorf è una frazione della città tedesca di Sandersdorf-Brehna, nella Sassonia-Anhalt.

## Storia
Zscherndorf fu nominata per la prima volta nel 1310.
Costituì un comune autonomo fino al 1º luglio 2004, quando fu annessa al comune di Sandersdorf, divenendone frazione.

Il 1º luglio 2009 Zscherndorf divenne frazione della nuova città di Sandersdorf-Brehna.